# Plebeiogryllus guttiventris
Plebeiogryllus guttiventris är en insektsart som först beskrevs av Walker, F. 1871.  Plebeiogryllus guttiventris ingår i släktet Plebeiogryllus och familjen syrsor.

## Underarter
Arten delas in i följande underarter:
- P. g. obscurus
- P. g. guttiventris